# Rytidosperma oreoboloides
Rytidosperma oreoboloides är en gräsart som först beskrevs av Ferdinand von Mueller, och fick sitt nu gällande namn av Hans Peter Linder. Rytidosperma oreoboloides ingår i släktet kängurugräs (släktet), och familjen gräs. Inga underarter finns listade i Catalogue of Life.